# 대한민국 형법 제325조
대한민국 제325조는 편의시설부정이용죄에 대한 형법각칙의 조문이다.

## 조문
제325조(점유강취, 준점유강취) ① 폭행 또는 협박으로 타인의 점유에 속하는 자기의 물건을 강취한 자는 7년 이하의 징역 또는 10년 이하의 자격정지에 처한다.
②타인의 점유에 속하는 자기의 물건을 취거함에 당하여 그 탈환을 항거하거나 체포를 면탈하거나 죄적을 인멸할 목적으로 폭행 또는 협박을 가한 때에도 전항의 형과 같다.
③전 2항의 미수범은 처벌한다.

第325條(占有强取, 準占有强取) ① 暴行 또는 脅迫으로 他人의 占有에 屬하는 自己의 物件을 强取한 者는 7年 以下의 懲役 또는 10年 以下의 資格停止에 處한다.
②他人의 占有에 屬하는 自己의 物件을 取去함에 當하여 그 奪還을 抗拒하거나 逮捕를 免脫하거나 罪跡을 湮滅할 目的으로 暴行 또는 脅迫을 加한 때에도 前項의 刑과 같다.
③前 2項의 未遂犯은 處罰한다.

## 참고 문헌
- 김재윤, 손동권, 『새로운 형법각론』, 율곡출판사, 2013. ISBN 9788997428342

## 같이 보기
- 사기죄
- 사문서부정행사죄